# Jüdische Gemeinde Meran
Die Jüdische Gemeinde Meran zählt rund 50 eingeschriebene Mitglieder. Die in Meran in Südtirol beheimatete Kultusgemeinde gehört zu den jüdischen Kleinstgemeinschaften.

## Geschichte
Die historischen Spuren reichen bis in das 13. Jahrhundert zurück, doch erst in den 1830er Jahren ließen sich jüdische Kaufleute in Meran dauerhaft nieder. 1901 wurde die Synagoge Meran mit Hilfe der Königswarter-Stiftung errichtet. Eine Kultuskooperation bildete sich in Meran Ende des 19. Jahrhunderts, 1921 wurde die Kultusgemeinde offiziell gegründet. 1931 hatte die Gemeinde über 300 Mitglieder.
Nach der deutschen Besatzung Südtirols 1943 wurden alle noch in Meran lebenden Juden mit Hilfe des Südtiroler Ordnungsdiensts inhaftiert und später deportiert. Im Jüdischen Friedhof von Meran erinnert eine Gedenktafel an die Holocaust-Opfer.